# Moulin de Quétivel

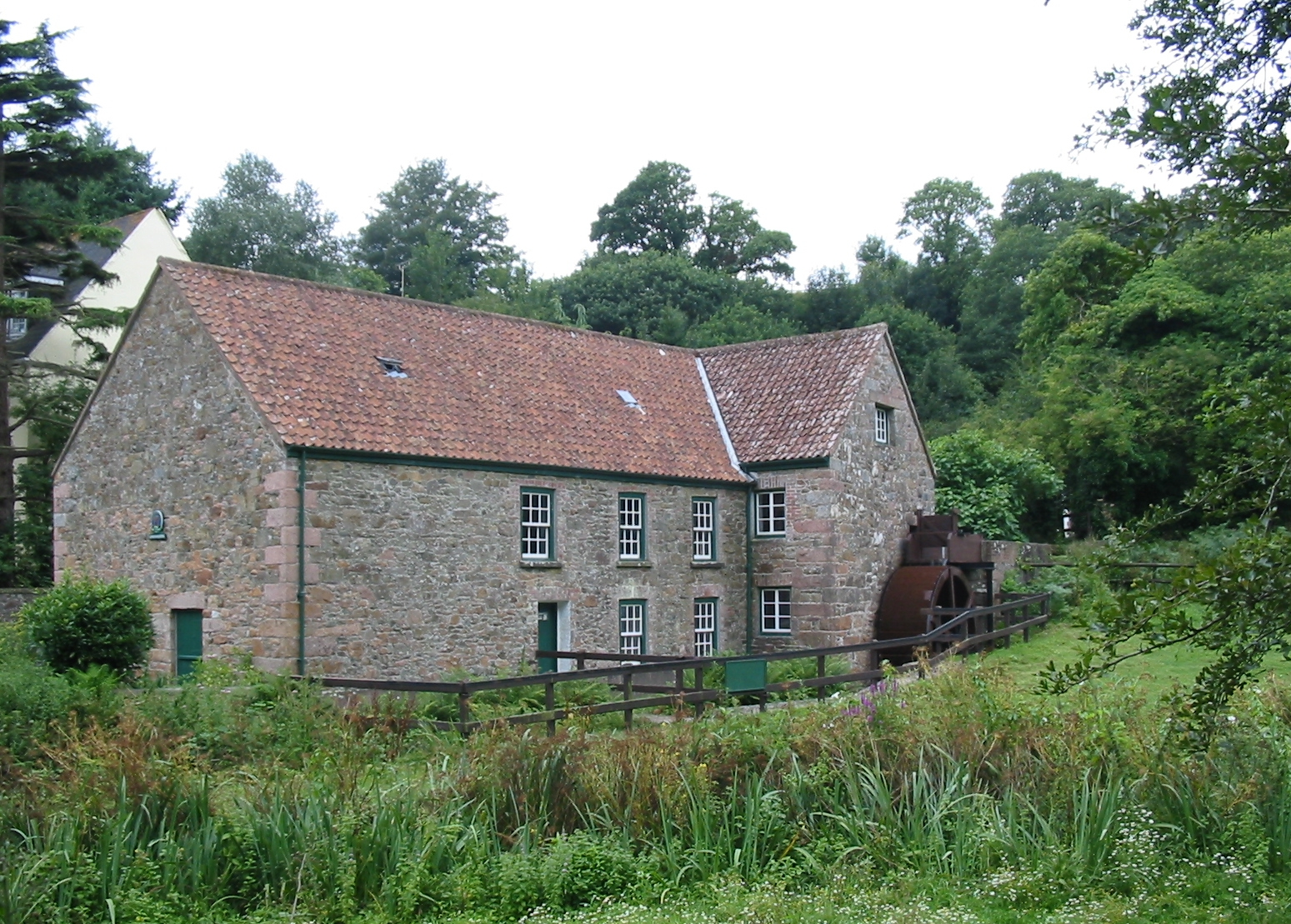
Vue d'ensemble de l'édifice.

Le moulin de Quétivel (lé moulîn d'Tchétivé en jersiais) est un moulin à eau situé à Saint-Pierre de Jersey dans la vallée éponyme en bas du Mont Fallu dans l'île anglo-normande de Jersey.

## Étymologie
(sans forme ancienne)
Le qualificatif du moulin est-il tiré du nom d'un lieu ou du nom d'une famille ?
Le premier élément Queti- est possiblement le nom de personne norrois Ketill « Chaudron » que l'on retrouve aussi sur le continent normand dans Quettehou (Manche, Chettellehou 1042), Quettetot (Manche, ketetot vers 1200), Quettreville-sur-Sienne (Manche, Chetelvilla 1124 - 1133), Quetteville (Calvados), etc. Il survit dans les noms de famille Quétil, Quetil, Quétel, Quetel restés fréquents en Normandie.
La nature du second élément -vel est plus problématique : 
- On écrit souvent qu'il s'agit du vieux norrois vellir « plaines » (pluriel de vǫllr), thèse difficilement soutenable puisque le moulin est situé dans une vallée près d'un petit champ. En outre, ce terme vieux norrois n'est pas en l'état de nos observations, attesté au pluriel dans la toponymie normande (il est possible cependant, qu'il constitue au singulier le second élément du nom de lieu cotentinois Brévolle).
- Il est possible qu'il s'agisse d'un nom en -ville « domaine rural », dont la diffusion est avérée sur l'île puisqu'on y trouve Grouville ou Longueville par exemple. Cette idée est renforcée par l'existence d'une famille de Quetteville à Jersey, dont l'origine géographique exacte (continentale ou insulaire) est toutefois obscure. Le nom serait alors un équivalent des Quetteville, Cretteville du continent.
- Une explication par l'appellatif -val est évoquée, dans la mesure où il est parfois associé à un anthroponyme (cf. Grainval avec Grimr, Graval avec Guérard ou Ignauval avec Isnel) et surtout parce qu'il est fait mention des tenants d'un fief es Quettevaux (vaux ancien pluriel de val)[2], difficile à localiser.
- Enfin, on note un parallèle avec les noms de lieux normands continentaux en -vel(les), appellatif issu du vieux norrois vella ou du vieil anglais wella « source, cours d'eau » cf. Caquevel (Manche, Le Mesnil-Rogues, Caquevelle 1757), Éprouvelles (Seine-Maritime, Cany-Barville, Esprouvelles 1229) et surtout Quénarville (Seine-Maritime, Pavilly, Moulin de Quenavelle 1539)[3] qui s'applique également à un moulin. La référence à un cours d'eau en rapport avec un moulin a du sens. Les formes anciennes d'une ancienne île de la Seine appelée île Cativelle reliée maintenant à Freneuse (Seine-Maritime) présentent un certain nombre de concordances avec Quétivel, à savoir : Ile de Caitivel en 1276 (Archives départementales de la Seine-Maritime, 14 H. cart. Gasny f. 3 v.), Ile Quetivel en 1519, 1651, 1692 (Arch. S.-M. G. Fab.)[4]

## Histoire
Un moulin n’est attesté à cet emplacement que depuis 1309, date de son enregistrement en tant que propriété de la Couronne britannique. Il en existe probablement un depuis plus longtemps.
À cette époque tout moulin dépendait du monarque, du seigneur du fief et, avant la Réforme anglicane, d'institutions religieuses normandes et françaises. La population devait le service au moulin et une gerbe de blé sur seize était destinée au seigneur. Ce service comprenait également la maintenance et le travail au moulin. 
Au cours des siècles suivants, il a connu bien des vicissitudes et a été reconstruit cinq fois. L'édifice actuel conserve l'essentiel du bâti du XVIIIe siècle au moment du développement important de ce type d'ouvrage. Il y en avait huit sur ce ruisseau et quarante-cinq au total à Jersey. 
Propriété d'un certain Hostes Nicolle vers 1562, une dénommée Élisabeth Corbière en hérita au XVIIIe siècle avant d’épouser, par la suite, un certain Charles Lamprière, qui était le fondateur du Parti Conservateur local, et dont l'emblème était le laurier. On raconte que le laurier qui pousse devant l'entrée principale lui doit son existence.
Le blé venait surtout d'Europe de l'est et était ensuite exporté partout dans le monde, surtout au Canada et aux États-Unis, alors colonies britanniques.
Il a encore ensuite été utilisé jusqu'à la fin du XIXe siècle, avant de devoir fermer au XXe siècle. Durant l’occupation des îles Anglo-Normandes, il fut remis en marche, pour être définitivement arrêté à la Libération.
En 1969 à l'époque où le National Trust for Jersey négociait un bail de la Jersey New Waterworks Company (la Compagnie des Eaux de Jersey), un important incendie se déclara qui ravagea l'intérieur du moulin et détruisit l'essentiel de la machinerie et des parties en bois.
Les matériaux utilisés pour la reconstruction sous l'égide du National Trust proviennent en partie de trois autres moulins, dont deux détruits (Gargate et Grand-Vaux). La meule a été importée de France avec une garantie de 100 ans de fonctionnement. La rénovation s'est terminée en 1979.
C'est le seul moulin conservé dans la vallée de Saint-Pierre avec celui de Tesson. Un petit musée s'est installé dans ses murs et on peut y acheter de la farine.